# 科幻大王
《科幻大王》（英語：SF-king），中文月刊，是中華人民共和國较早有科幻小说与漫画结合的杂志。
杂志社总部位于中华人民共和国山西省太原市。其创刊号是1996-09.

## 历史
2007年4月3日，新闻出版总署批复新出报刊[2007]389号，同意山西省科普作家协会不再作《科幻大王》杂志的主办单位，由山西科技报刊总社编辑、出版、经营。2008年起，科幻大王杂志社便开始通过网络方式进行期刊零售。2011年，更名为《新科幻》。

## 相关连接
- 官方网站